# Des Moines (Nuevo México)
Des Moines ([dɨˈmɔɪn]) es una villa ubicada en el condado de Unión en el estado estadounidense de Nuevo México. En el Censo de 2010 tenía una población de 143 habitantes y una densidad de población de 49,74 personas por km².
Su topónimo, de origen francés, significa "de los monjes" y es homónimo de la capital de Iowa.

## Geografía
Des Moines se encuentra ubicada en las coordenadas 36°45′45″N 103°50′9″O / 36.76250, -103.83583. Según la Oficina del Censo de los Estados Unidos, Des Moines tiene una superficie total de 2,87 km², de la cual 2,87 km² corresponden a tierra firme y (0%) 0 km² es agua.

## Demografía
Según el censo de 2010, había 143 personas residiendo en Des Moines. La densidad de población era de 49,74 hab./km². De los 143 habitantes, Des Moines estaba compuesto por el 88,11% blancos, el 1,4% eran amerindios, el 6,99% eran de otras razas y el 3,5% pertenecían a dos o más razas. Del total de la población el 30,77% eran hispanos de cualquier raza.